# L'altra Miss Bridgerton
L'altra Miss Bridgerton (The Other Miss Bridgerton) è un romanzo della scrittrice americana Julia Quinn pubblicato nel 2018. Si tratta del terzo romanzo della saga nota come Rokesby.

## Trama
Poppy Bridgerton è una donna intelligente e avventurosa, ben lontana dall’essere una tipica damigella in cerca di matrimonio. Durante un viaggio, si imbatte in una grotta usata per operazioni di contrabbando e viene catturata da un misterioso capitano, Andrew James Rokesby. Lui, in realtà, è una spia al servizio della Corona e non può permettersi di lasciare testimoni. Costretti a viaggiare insieme, i due iniziano a conoscersi meglio e Poppy scopre che dietro la facciata del corsaro si cela un uomo affascinante e leale, capace di farle battere il cuore.

## Edizioni
- Julia Quinn, L'altra Miss Bridgerton, Mondadori, 2018, ISBN 978-8804715993.